# Roger Cotte
Pour les articles homonymes, voir Cotte.
Roger Cotte, né en 1921 à Clamart et mort en 1999, est un flûtiste à bec et musicologue français.

## Carrière
Il fait ses études musicales au Conservatoire de Paris avec Gaston Crunelle de 1940 à 1948. Il a créé et dirigé depuis 1953 le Groupe d'instruments anciens de Paris. Il obtient en 1961 un doctorat de musicologie à la Sorbonne et y dirige le laboratoire de musicologie. Il enseigne la flûte à la Schola Cantorum de Paris. Il a signé quelques musiques de film (Justine de Sade de Claude Pierson). De 1984 à 1992, il enseigne à l'Université d'état de Saô Paulo au Brésil où il fonde un groupe de musique ancienne. Il a publié La musique maçonnique et ses musiciens, Musique et symbolisme et un carnet de chants maçonniques.
Ses recherches musicales ont porté sur Jean-Jacques Rousseau et la musique maçonnique chez Mozart, Beethoven, Johann Nepomuk Hummel.

## Publications
- Méthode complète de flûte à bec (ou flûte douce), Paris, 1958.
- Encyclopédie des grands compositeurs, Paris, 1959.
- Compositeurs français émigrés en Suède, thèse de doctorat, Paris, 1961.
- Précis d'organologie, in: L'éducation musicale, 1973 et ss.
- La musique maçonnique et ses musiciens, Paris, 1974.
- Les textes de Voltaire mis en musique
- Jean-Jacques Rousseau musicien